# Санный спорт на зимних Олимпийских играх 2022 — эстафета
Соревнования по санному спорту в смешанной эстафете на зимних Олимпийских играх 2022 прошли 10 февраля. Местом проведения соревнований стал Национальный санно-бобслейный центр, расположенный в Яньцине, районе городского подчинения города центрального подчинения Пекин. В соревновании приняли участие 14 сборных по 4 спортсмена в каждой. Старт соревнований был назначен на 21:30 по местному времени (UTC+8).
чемпионами Олимпийских игр 2018 года являлись немецкие саночники Натали Гайзенбергер, Йоханнес Людвиг, Тобиас Вендль, Тобиас Арльт. В соревнованиях 2022 года немецкая команда в том же составе опять стала победителем, причём все они ранее стали чемпионами Игр 2022 года в личных дисциплинах. Австрийцы Вольфганг Киндль и Мадлен Эгле в одиночках были быстрее Гайзенбергер и Людвиг соответственно, но в мужских двойках Вендль и Арльт отыграли отставание у Томаса Штоя / Лоренца Коллера, в итоге немцы опередили команду Австрии всего на 0,080 сек (на Играх 2020 года преимущество немцев над Канадой было 0,355 сек).

## Медалисты
| Золото                                                                          | Серебро                                                               | Бронза                                                                    |
| Германия · Натали Гайзенбергер · Йоханнес Людвиг · Тобиас Вендль / Тобиас Арльт | Австрия · Вольфганг Киндль · Мадлен Эгле · Томас Штой / Лоренц Коллер | Латвия · Элиза Тирума · Кристерс Апарйодс · Мартиньш Ботс / Робертс Плуме |

## Результаты
| Место | Страна           | Спортсмены                                                            | Время                      | Итоговое время | Отставание |
| ----- | ---------------- | --------------------------------------------------------------------- | -------------------------- | -------------- | ---------- |
| 1     | Германия         | Натали Гайзенбергер Йоханнес Людвиг Тобиас Вендль / Тобиас Арльт      | 1:00,090 1:01,407 1:01,909 | 3:03,406 TR    | +0,000     |
| 2     | Австрия          | Мадлен Эгле Вольфганг Киндль Томас Штой / Лоренц Коллер               | 1:00,054 1:01,342 1:02,090 | 3:03,486       | +0,080     |
| 3     | Латвия           | Элиза Тирума Кристерс Апарйодс Мартиньш Ботс / Робертс Плуме          | 1:00,578 1:01,451 1:02,325 | 3:04,354       | +0,948     |
| 4     | ОКР              | Татьяна Иванова Роман Репилов Александр Денисьев / Владислав Антонов  | 1:00,147 1:01,757 1:02,763 | 3:04,667       | +1,261     |
| 5     | Италия           | Андреа Фёттер Леон Фельдерер Эмануэль Ридер / Симон Кайнцвальднер     | 1:00,618 1:01,960 1:02,274 | 3:04,852       | +1,446     |
| 6     | Канада           | Тринити Эллис Рид Уоттс Тристан Уокер / Джастин Снит                  | 1:00,880 1:02,222 1:02,133 | 3:05,235       | +1,829     |
| 7     | США              | Эшли Фаркухарсон Кристофер Маздзер Зак Дигрегорио / Шон Холландер     | 1:00,332 1:02,077 1:03,332 | 3:05,741       | +2,335     |
| 8     | Польша           | Клаудя Домрадская Матеуш Сохович Войцех Хмелевский / Якуб Ковалевский | 1:01,448 1:02,727 1:02,961 | 3:07,136       | +3,730     |
| 9     | Румыния          | Ралука Стрэмэтурару Валентин Крецу Василе Джитлан / Дарьюс Сербан     | 1:01,402 1:02,743 1:03,547 | 3:07,692       | +4,286     |
| 10    | Чехия            | Анна Чежикова Михаэль Лейсек Филип Вейделек / Зденек Пекны            | 1:01,852 1:03,545 1:04,159 | 3:09,556       | +6,150     |
| 11    | Украина          | Юлиана Туницкая Антон Дукач Андрей Лисецкий / Игорь Стахив            | 1:01,123 1:04,244 1:04,237 | 3:09,604       | +6,198     |
| 12    | Китай            | Ван Пэйсюань Фань Дояо Хуан Ебо / Пэн Цзюньюэ                         | 1:01,947 1:03,467 1:04,768 | 3:10,182       | +6,776     |
| 13    | Республика Корея | Айлен Фриш Лим Нам Гю Пак Чин Ён / Чо Джон Мён                        | 1:02,682 1:05,265 1:03,291 | 3:11,238       | +7,832     |
| 14    | Словакия         | Катарина Шимонякова Йозеф Нинис Томаш Ваверчак / Матей Змий           | 1:01,579 1:02,338 —        | DNF            |            |